# Damnaster tasmani
Damnaster tasmani is een kamster uit de familie Porcellanasteridae.
De wetenschappelijke naam van de soort werd in 1994 gepubliceerd door Helen Shearburn Clark & Donald George McKnight.